# Hin und Her
Hin und Her ist eine Komödie (oder wie der Autor selbst es nannte: Eine „Posse in zwei Teilen“) des österreichisch-ungarischen Schriftstellers Ödön von Horváth. Das Stück entstand 1933 zunächst unter dem Arbeitstitel „Die Brücke“ und wurde am 13. Dezember 1934 im Schauspielhaus Zürich unter der Regie Gustav Hartungs uraufgeführt. In Deutschland, wo zur Entstehungszeit bereits keine Horváth-Werke mehr aufgeführt werden durften, wurde das Stück erstmals am 29. Dezember 1965 am Hessischen Staatstheater Wiesbaden gezeigt. Die Musik zum Stück schrieb Hans Gál. Das Stück wurde für eine Drehbühne konzipiert.
Das Manuskript des Dramas wird im Literaturarchiv der Österreichischen Nationalbibliothek aufbewahrt.
Horváth galt ab 1933 in Deutschland nach der nationalsozialistischen Machtergreifung als „unerwünschte Person“. Er musste nach Budapest reisen, um seine ungarische Staatsangehörigkeit zu erneuern. Dieses Erlebnis inspirierte ihn zum Stück „Hin und Her“. Die Premiere in Zürich nutzte er als Gelegenheit, gemeinsam mit der Schauspielerin Wera Liessem, seiner damaligen Lebensgefährtin, Deutschland zu verlassen.
1948 wurde die gleichnamige Verfilmung veröffentlicht.

## Handlung
Das Stück spielt auf einer einfachen Holzbrücke, die über einen Grenzfluss führend, zwei nicht benannte Staaten miteinander verbindet. Auf der einen Seite wacht am Brückenende der Grenzer Thomas Szamek, am gegenüberliegenden Ende das Grenzorgan Konstantin. Im Mittelpunkt steht Ferdinand Havlicek. Er wurde nach dem Konkurs seiner Drogerie aus dem Staat, in dem er ein halbes Jahrhundert gelebt hatte, abgeschoben. Über die Brücke wollte er zurück in sein Geburtsland. Jedoch hatte er vergessen, dort die alle fünf Jahre erforderliche Erneuerung der dortigen Staatsbürgerschaft vorzunehmen, sodass er nun nicht mehr einreisen kann. Erst durch seine Mithilfe bei der Überführung eines Schmugglerpaares erhält er neben einer Einreisegenehmigung eine Belohnung.